# Яматогото
Яматогото (大和琴 / やまとごと), также называемый вагон (和琴 / わごん), адзумагото (東琴 / あずまごと), ва-гонг и ван-гонг — японский струнный щипковый инструмент. Представляет собой шести или семиструнную щипковую мостовую цитру, которая, в отличие от кото и других струнных музыкальных инструментов, считается истинно родной для Японии, а не импортированной из материковой Азии.
Согласно синтоистскому мифу, изложенному в Кодзики, яматогото сыграл важную роль в становлении самой Японии. В мифе Аматэрасу, богиня солнца, оскорблена своим братом Сусаноо и прячется в пещере, отказываясь выходить. Поэтому мир погружается во тьму. В конце концов Аматэрасу выманивает из пещеры богиня Амэ-но удзумэ, которая исполняет танец снаружи пещеры под музыку, воспроизводимую тетивами шестью охотничьих луков. Увлеченная музыкой и развлекательными звуками других богов, Аматэрасу покидает пещеру и возвращается на небесный свод. Шесть луков связываются вместе, образуя инструмент получивший название яматогото.
Форма инструмента практически не изменилась с восьмого века. Изготавливают его из ветвей деревьев, в частности клёнов. В отличие от многих инструментов, струны яматогото не располагаются в гамме, от низкого до высокого тона, а в заданной мелодической последовательности, которая играется в ритмических рисунках. Другой распространенный прием игры включает быстрое глиссандо по всем струнам, при этом все, кроме последней струны, играются немедленно приглушенными рукой, таким образом позволяя резонировать только последней струне.
В настоящее время инструмент используется только в церемониальной/придворной музыке синто, но даже там он встречается редко. Тем не менее, его центральная роль в японской мифологии позволяет ему сохранять важное место в японской культуре.